# 투 트러블
《투 트러블》(영어: Half Baked)은 미국에서 제작된 태머라 데이비스 감독의 1998년 코미디 영화로, 대마 소재 코미디 영화를 총칭하는 소위 스토너 필름(stoner film)에 속한다. 데이브 셔펠 등이 출연하였다.
평단으로부터 대체로 부정 평가를 받았다.
2024년 4월 16일 속편 《Half Baked: Totally High》가 공개되었다.

## 줄거리
뉴욕 유치원 교사 케니는 당뇨병에 걸린 경찰마에게 정크 푸드를 먹였다가 말이 사망하면서 체포된다. 함께 대마를 즐기는 세 친구 서굿, 스카페이스, 브라이언은 보석금 100만 달러를 모금하기 위해 서굿이 청소부로 일하고 있는 제약 회사 연구실에서 의료용 대마를 훔쳐 판매하기 시작한다.

## 출연진
- 데이브 셔펠 - 서굿 / 서 스모카 롯 역
- 기예르모 디아스 - 스카페이스 역
- 짐 브루어 - 브라이언 역
- 할런드 윌리엄스 - 케니 역
- 레이철 트루 - 메리 제인 역
- 클래런스 윌리엄스 3세 - 샘슨 심프슨 역
- 로라 실버먼 - 잰 역
- 토미 총
- R. D. 리드
- 존 스튜어트
- 스누프 도그
- 스티븐 볼드윈
- 윌리 넬슨
- 트레이시 모건
- 스티븐 라이트
- 저닌 거로펄로
- 밥 새것